# تاردو فلوردون
تاردو فلوردون (به ترکی استانبولی: Tardu Flordun) زاده ۲۵ مه ۱۹۷۲ یک بازیگر ترکیه است او در آنکارا زاده شد و از سال ۱۹۹۶ فعالیت خود را آغاز کرد. از آثاری که وی در آن‌ها شرکت داشته‌است، می‌توان به هزار و یک شب ، پل صراط و بازگشت به خانه اشاره کرد.